# Himno Nacional del Perú
O Hino Nacional do Peru é um dos símbolos nacionais do Peru, cuja letra pertence a José de la Torre Ugarte e a música a José Bernardo Alzedo. Foi adotado em 1821 com o título de Marcha Nacional do Peru.
1. ↑  «Himno historia»
2. ↑  «Historia: El Himno Nacional un compromiso en la lucha emancipadora del Perú». Nacional (em espanhol). 27 de julho de 2015. Consultado em 29 de março de 2022